# Maurice de Guérin
Georges-Pierre Maurice de Guérin (castillo de Cayla, cerca de Andillac, 4 de agosto de 1810 – ibídem, 19 de julio de 1839) fue un escritor y poeta francés, hermano de la escritora Eugénie de Guérin.
Guérin es un precursor de los "poemas en prosa", que tienen su propio ritmo y resonancia, lo que supone una vuelta a la armonía griega, un retorno pagano en el modo de ver la naturaleza. Contemporáneo de Lamartine, de Victor Hugo y de Jules Barbey d'Aurevilly, de quien fue amigo, Maurice de Guérin es el autor del Centauro, de la Bacante y de numerosos poemas que en la historia literaria se sitúan entre el romanticismo religioso de Chateaubriand y la "modernidad poética" de Baudelaire y Mallarmé.

## Biografía
Nació en una familia de la nobleza languedociana en el castillo de Cayla, en Andillac (Tarn). Recibió una educación imbuida de unos fuertes valores religiosos, llevada a cabo sobre todo por su hermana Eugénie, que le siguió, tras la muerte de su madre, con abnegación y amor fraternal. Destinado en un principio al sacerdocio, a los siete años fue enviado a estudiar al seminario menor de Toulouse. En 1821 marchó a estudiar al Collège Stanislas de París, donde conoció a Jules Barbey d'Aurevilly, con quien entablaría una gran amistad. Tras realizar algunos cursos de derecho, regresó a Cayla en julio de 1830, en la época de la Revolución. En 1831 se dedicó al periodismo y colaboró en el periódico L'Avenir, dirigido por Lamennais, y en la Revue Européenne. 
De vuelta a Cayla en julio de 1832, durante la epidemia de cólera, comenzó a escribir las primeras notas de su diario personal, que más adelante se convertiría en Le Cahier Vert. En diciembre de ese mismo año, se marchó a Bretaña para ingresar en La Chênaie, una sociedad socialista cristiana radical fundada por Félicité de Lamennais. Allí se unió al grupo de poetas bretones formado en torno a Hippolyte de La Morvonnais. Sin embargo, Lamennais entró en conflicto con la Santa Sede en 1833 y la sociedad se disolvió, con lo que Lamennais y Guérin rompieron sus lazos con el cristianismo. 
De Guérin regresó a París, donde impartió clases de griego y latín y publicó varios artículos en La France Catholique. Allí escribiría sus dos obras más célebres, los poemas en prosa La Bacchante y Le Centaure, entre los años 1835 y 1836. También se reencontró con su gran amigo Barbey d'Aurevilly, que ejerció cierta influencia en su formación literaria. En esta época habría mantenido un romance con la baronesa Almaury de Maistre. En 1837 quemó sus obras en la hoguera, de las que sólo se conserva el Cahier Vert original.
En noviembre de 1838, de Guérin se casó con Caroline de Gervain, una joven criolla de Batavia, pero poco después después enfermó de tuberculosis. Se retiró al castillo paterno, donde murió en brazos de su hermana Eugénie el 19 de julio de 1839.

## Obra literaria
Dejó numerosas cartas, los poemas en prosa Le Centaure y La Bacchante, el Journal y y otras obras de las que se desprende su carácter profundamente religioso.
Le Centaure se considera la obra maestra de Maurice de Guérin, y fue dada a conocer por George Sand, quien en 1840 la publicó en La Revue des Deux Mondes. La obra obtuvo un gran éxito y reconocimiento, gracias a la atmósfera mitológica clásica y la invocación a la naturaleza, que el centauro transfigura en un ritmo interior, rayano en un panteísmo onírico pero con conexiones con la realidad. La forma resultó muy apreciada, típicamente clásica y caracterizada por imágenes y percepciones en ocasiones alejadas del gusto romántico, hasta el punto de que Jules de Goncourt la definió como "un nuevo lenguaje para hablar de los tiempos antiguos".
También es de notable importancia La Bacchante, que oscila entre las meditaciones y reflexiones católicas y la apertura hacia una religiosidad de la naturaleza.

### Publicaciones
- Le Centaure[7] (1840)
- La Bacchante, poème en prose[8] (1861).
- Glaucus[9] (1840).
- Reliquiae, publicado por Guillaume-Stanislas Trébutien, con un estudio biográfico y literario de M. Sainte-Beuve (2 volúmenes, 1861).
- Journal, lettres et poèmes publiés avec l'assentiment de sa famille par G.-S. Trébutien et précédés d'une notice biographique et littéraire par M. Sainte-Beuve[10] (1862).
- Le Crucifix (1866).
- Lettres à J. Barbey-d'Aurévilly précédées d'une notice par Jules Barbey d'Aurevilly (1908).
- Maurice de Guérin, Collection des plus belles pages, Mercure de France avec un portrait et une notice de Remy de Gourmont (1909).
- Œuvres choisies de Maurice et Eugénie de Guérin, con una introducción biográfica y crítica de Ernest Gaubert, (1910).
- Lettres d'adolescence, introducción de Gilbert Chinard (1929).
- Méditation sur la mort de Marie (1945).
- Œuvres complètes, editado por Bernard d'Harcourt (1947).